# Codex Vaticanus Latinus 3868

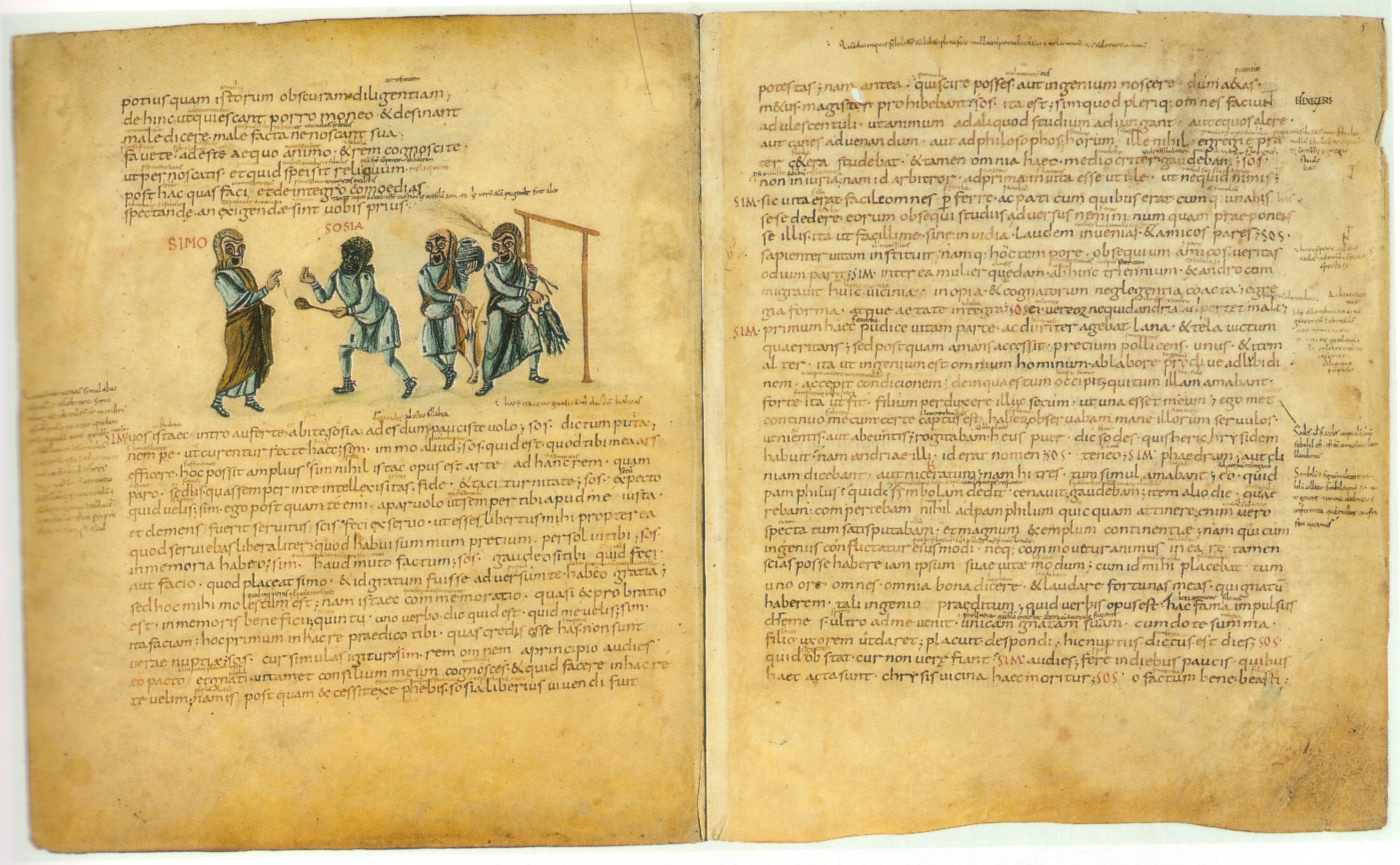
Terencjusz watykański

Codex Vaticanus Latinus 3868, nazywany także Terencjuszem watykańskim (Terentius Vaticanus) – pochodzący z IX wieku iluminowany manuskrypt, zawierający komedie Terencjusza. Znajduje się w zbiorach Biblioteki Watykańskiej.
Manuskrypt został sporządzony między 822 a 856 rokiem w westfalskim opactwie Corvey przez skrybę imieniem Hrodegarius i ozdobiony przez kilku iluminatorów, z których jeden podpisał się imieniem Adelricus. Miniatury nawiązują stylistycznie do malarstwa późnoantycznego z IV-V wieku. Poszczególne komedie poprzedzone są frontyspisami z wizerunkami masek przedstawiającymi poszczególne dramatis personæ.